# Ommeren
Ommeren is een dorp in de gemeente Buren, in de Nederlandse provincie Gelderland. Inclusief de buurtschap/het landgoed Den Eng telt het 780 inwoners (2023). Het dorp is overwegend Nederlands hervormd.

## Geschiedenis
In de Romeinse tijd was er sprake van bewoning op de plek waar nu Ommeren ligt. Door wateroverlast zal de locatie daarna lange tijd onbewoond zijn gebleven.
In 997 gaf keizer Otto III 'Umeron' aan een nieuw te stichten klooster bij Aken. In de 12e eeuw was er al een kerkgebouw in Ommeren. In het midden van de 13e eeuw kwam Ommeren aan de graven van Gelre. In 1427 sloten de proost van het Akense klooster, de heer van Buren, en de bisschop en stad Utrecht een overeenkomst waarbij Ommeren aan het Sticht werd toegekend.
Ommeren was een dagelijkse heerlijkheid. Er was tevens een gericht, vallend onder de heren van Lienden, die tevens het heerlijk recht in bezit hadden.
In 1453 en 1455 verpandde bisschop Walraven van Meurs de plaats, laatstelijk aan Jan van Gymnich, heer van Visschel. Op zijn beurt deed hij Ommeren in 1461 weer over aan Gerard van Culemborg, die zich sindsdien Heer van Ommeren mocht noemen. Het bleef in Culemborgse handen, totdat gravin Louisa Anna van Culemborg het dorp in 1698 verkocht aan de familie Van den Steen.
Ommeren behoorde van 1811 tot 1998 tot de gemeente Lienden. Sinds 1999 behoort het bij de gemeente Buren.

## Verkeer en vervoer
Het dorp ligt aan de Provinciale weg Provinciale weg N320 die vanaf de A2 bij Culemborg naar Kesteren loopt.
De volgende buslijnen rijden door het dorp:
• Lijn 44: Tiel - Wageningen
• Lijn 641: Lienden - Culemborg

## Zie ook

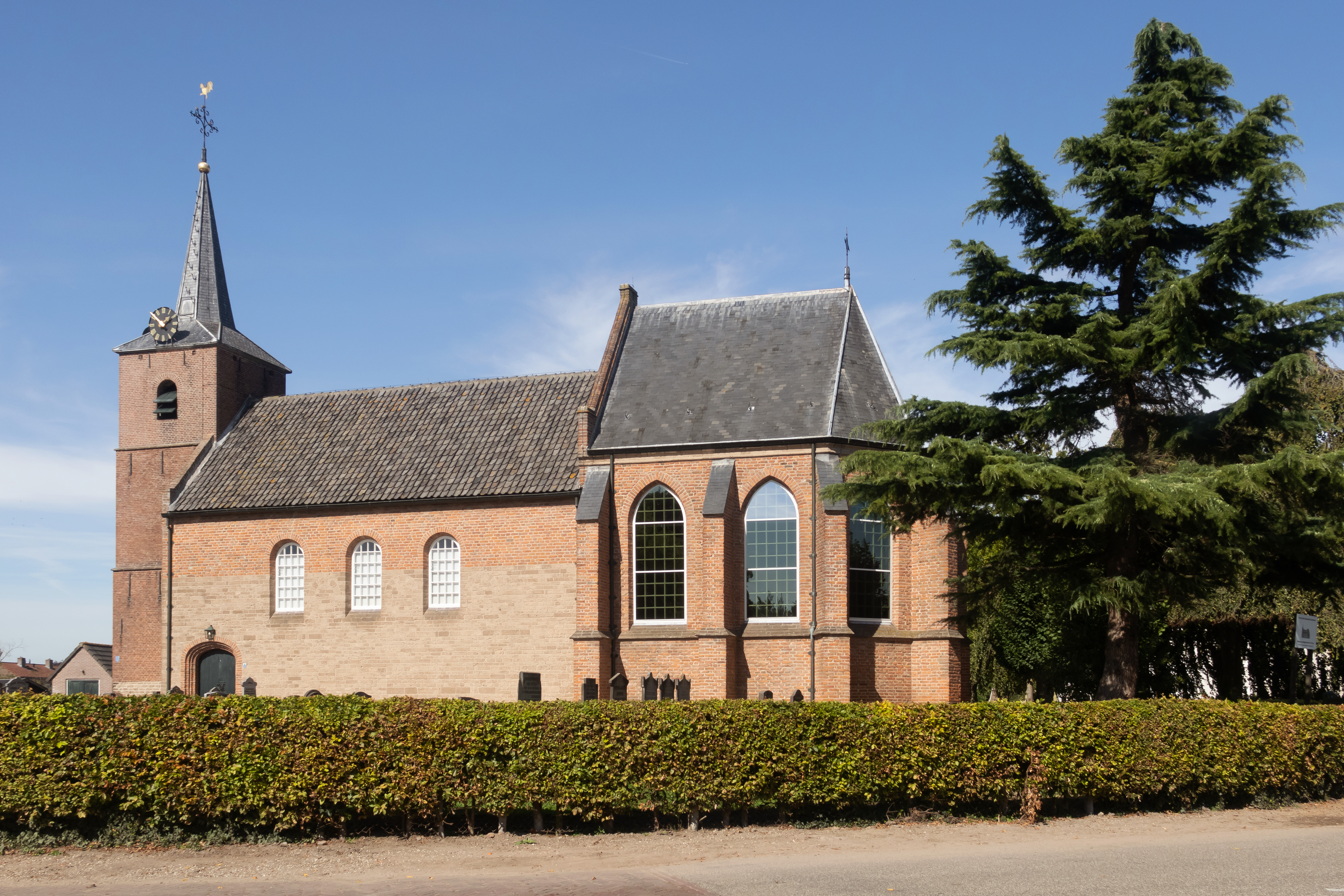
Ommeren, de Dorpskerk